# Ponori
Ponori falu Horvátországban Lika-Zengg megyében. Közigazgatásilag Otocsánhoz tartozik

## Fekvése
Zenggtől légvonalban 23 km-re, közúton 46 km-re délkeletre, községközpontjától 8 km-re nyugatra a Kis-Kapela és a Velebit-hegység között fekszik.

## Története
A szerb többségű település a 17. század közepén keletkezett amikor a török elől menekülő pravoszláv vallású vlahokat telepítettek erre a vidékre. Lakói a letelepítés fejében a török elleni harcokban katonai szolgálatot láttak el. A település a katonai határőrvidék részeként az otocsáni határőrezredhez tartozott. Az 1768-as összeírás szerint Ponorinak 31 háza volt. 1750-ben Mária Terézia a parókiával rendelkező nagyobb településeken, valamint a hozzájuk tartozó több mint harminc családos falvakban is engedélyezte templomok építését. 1772-ben felépült a falu temploma, majd 1800-ban a parókia épülete is. Ponorin kívül Goriće, Bjeljevina és Srpsko Polje (ma Hrvatsko Polje) tartoztak hozzá. Az első templom építésekor melléje hársfát ültettek, ami ma is áll. A régi parókia a mai helyén állt és 1879-ben egy ismeretlen eredetű tűzben leégett. A tűzben megsemmisültek a falu régi anyakönyvei. 1887-ben a régi fából épített templomot is lebontották annak rossz állapota miatt. A mai templom építése  1888-ban kezdődött. A falunak 1857-ben 659, 1910-ben 737 lakosa volt. A trianoni békeszerződésig Lika-Korbava vármegye Otocsáni járásához tartozott. Ezt követően előbb a Szerb–Horvát–Szlovén Királyság, majd Jugoszlávia része lett. A második világháború idején a templom érintetlen maradt, a szerbek és horvátok egyaránt megvédték. A háború után a parókia épületében kapott helyet a falu alapiskolája. Jugoszlávia felbomlása után 1991-ben a független Horvátország része lett. A parókia épületét 1991 végén valaki szándékosan felgyújtotta. Ez volt a Gacka vidékének utolsó olyan pravoszláv parókiája ahol pópa is lakott. A falunak 2011-ben 87 lakosa volt.

## Lakosság
| Lakosság változása | Lakosság változása | Lakosság változása | Lakosság változása | Lakosság változása | Lakosság változása | Lakosság változása | Lakosság változása | Lakosság változása | Lakosság változása | Lakosság változása | Lakosság változása | Lakosság változása | Lakosság változása | Lakosság változása | Lakosság változása |
| ------------------ | ------------------ | ------------------ | ------------------ | ------------------ | ------------------ | ------------------ | ------------------ | ------------------ | ------------------ | ------------------ | ------------------ | ------------------ | ------------------ | ------------------ | ------------------ |
| 1857               | 1869               | 1880               | 1890               | 1900               | 1910               | 1921               | 1931               | 1948               | 1953               | 1961               | 1971               | 1981               | 1991               | 2001               | 2011               |
| 659                | 853                | 849                | 694                | 703                | 737                | 579                | 552                | 487                | 446                | 350                | 341                | 274                | 258                | 111                | 87                 |

## Nevezetességei
Az Úr Feltámadása tiszteletére szentelt pravoszláv templomát 1888-ban építették a falu bejárata közelében a Švica-tó feletti Rudina-dombon. A templomot és a parókiát 1988 és 1991 között megújították.